# اسید آلانتوئیک
اسید آلانتوئیک (به انگلیسی: Allantoic acid) با فرمول شیمیایی C۴H۸N۴O۴ یک ترکیب شیمیایی با شناسه پاب‌کم ۲۰۳ است.